# Provinziallandtag der Provinz Sachsen
Der Provinziallandtag der Provinz Sachsen war der preußische Provinziallandtag für die Provinz Sachsen.

## Geschichte

### Bildung des Provinziallandtags
Die Provinz Sachsen war nach dem Wiener Kongress aus unterschiedlichen Teilen entstanden. Sie umfasste sowohl altpreußische Teile, preußische Erwerbungen aus dem Reichsdeputationshauptschluss 1803, die zwischenzeitlich für Preußen verloren waren und bisher königlich sächsische Gebiete. Entsprechend bestand eine sehr unterschiedliche Tradition landständiger Vertretungen.
Preußen hatte sich in § 13 der Deutschen Bundesakte verpflichtet, eine landständige Verfassung zu erlassen. Es wurde jedoch kein allgemeiner Landtag eingesetzt, sondern es wurden auf Provinzebene Provinziallandtage geschaffen. Rechtsgrundlage war das Allgemeine Gesetz wegen Anordnung der Provinzialstände vom 5. Juni 1823. Für die Provinz Sachsen erfolgte dies durch das Gesetz, wegen Anordnung der Provinzialstände in der Provinz Sachsen vom 27. März 1824. Der Provinziallandtag der Provinz Sachsen bestand nur aus Abgeordneten der Provinz Sachsen ohne der Altmark (siehe hierzu Kommunallandtag der Altmark). Der so geschaffene Provinziallandtag bestand aus vier Ständen:
Der erste Stand, der Fürstenstand setzte sich aus den Domkapiteln und den Standesherren zusammen:
1. Das Dom-Kapitel zu Merseburg
2. Das Dom-Kapitel zu Naumburg
3. Der Graf zu Stolberg-Wernigerode
4. Der Graf zu Stolberg-Stolberg
5. Der Graf zu Stolberg-Roßla
6. Der Besitzer des Amts Walternienburg

Den zweiten Stand (29 Abgeordnete) bildete die Ritterschaft, den dritten Stand (24 Abgeordnete) die Vertreter der Städte und der vierte Stand (13 Abgeordnete) wurde aus den übrigen Gutsbesitzern, Erbpächtern und Bauern gebildet. Damit hatte der Provinziallandtag 72 Mitglieder. Mit Allerhöchster Kabinettsorder vom 22. Juni 1839 erhielten die Besitzer größerer Familienfideikommisse eine zusätzliche Kollektivstimme. Damit wuchs der Provinziallandtag auf 73 Mitglieder an.
Die Mitglieder des ersten Standes konnten sich durch Mitglieder des zweiten Standes vertreten lassen. Voraussetzung für die Wählbarkeit war in allen vier Kurien Grundbesitz, der zehn Jahre lang ununterbrochen im Besitz gewesen sein musste, die Mitgliedschaft in einer der christlichen Kirchen, die Vollendung des dreißigsten Lebensjahres und der unbescholtene Ruf. Das Wahlrecht im zweiten Stand war an den Besitz eines Ritterguts, nicht jedoch an die Zugehörigkeit zum Adel geknüpft. Das Rittergut musste über Patrimonialgerichtsbarkeit verfügen. Für die Abgeordneten der Städte war ein Wert des Grundbesitzes oder des Gewerbes von 2.000, 4.000 oder 10.000 Talern (je nach Größe der Städte), für die Abgeordneten des Landes ein Grundbesitz von 40 bzw. 80 Morgen Voraussetzung. Die Wahl erfolgte auf sechs Jahre. Alle drei Jahre schied die Hälfte des Landtags aus und wurde neu gewählt. Die Wiederwahl war zulässig. Es wurden auch Stellvertreter gewählt.
Der Provinziallandtag trat nur auf Anweisung des Königs zusammen. Ein Recht, selbst über die Einberufung zu entscheiden, bestand nicht. Er tagte turnusmäßig alle zwei Jahre. Der Vorsitzende des Provinziallandtags, der Landtags-Marschall, wurde vom König ernannt. Der Provinziallandtag beschloss grundsätzlich gemeinsam mit allen Abgeordneten. Bei Angelegenheiten, die nur einzelne Kurien betrafen, entschieden nur die Abgeordneten dieser Kurien. 1842 wurde erstmals ein ständischer Ausschuss für die Zeit zwischen den Landtagen bestellt.
Der Provinziallandtag der Provinz Sachsen war im Vormärz (verglichen mit anderen Parlamenten im Frühkonstitutionalismus) konservativ. Noch 1841 lehnte er mit 61 gegen 9 Stimmen die Öffentlichkeit der Landtagssitzungen ab. 1843 wurde die Bindung der Landtagsfähigkeit der Rittergüter an Patrimonialgerichtsbarkeit mit 34 zu 33 Stimmen bestätigt. Erst 1845 begannen sich liberale Positionen durchzusetzen.

#### Sitzungsperioden
Die Sitzungsperioden des Provinziallandtags der Provinz Sachsen waren:
1. 2. Oktober 1825 bis 27. November 1825, Landtagsabschied vom 17. Mai 1827, für die Abgeordneten siehe Liste der Mitglieder des Provinziallandtags der Provinz Sachsen (1. Sitzungsperiode)
2. 28. Oktober 1827 bis 29. November 1827, Landtagsabschied vom 22. Februar 1829
3. 25. Oktober 1829 bis 6. Dezember 1829, Landtagsabschied vom 24. Oktober 1831, für die Abgeordneten siehe Liste der Mitglieder des Provinziallandtags der Provinz Sachsen (3. Sitzungsperiode)
4. 13. Januar 1833 bis 24. Februar 1833, Landtagsabschied vom 22. Juni 1834, für die Abgeordneten siehe Liste der Mitglieder des Provinziallandtags der Provinz Sachsen (4. Sitzungsperiode)
5. 29. Januar 1837 bis 4. April 1837, Landtagsabschied vom 20. November 1838
6. 28. Februar 1841 bis 4. Mai 1841, Landtagsabschied vom 6. August 1841, für die Abgeordneten siehe Liste der Mitglieder des Provinziallandtags der Provinz Sachsen (6. Sitzungsperiode)[4]
7. 5. März 1843 bis 5. Mai 1843, Landtagsabschied vom 30. Dezember 1843
8. 9. Februar 1845 bis 13. April 1845, Landtagsabschied vom 27. Dezember 1845

### Der Gemeinsame Landtag und die Märzrevolution
Im Oktober 1842 wurde der Landtagsausschuss erstmals gemeinsam mit den ständischen Ausschüssen der anderen Provinzen zu einer „Versammlung der vereinigten ständischen Ausschüsse sämmtlicher Provinzen der Preußischen Monarchie“ berufen. Die Mitglieder des Provinziallandtags waren 1847 und 1848 Mitglieder des „Ersten bzw. Zweiten Vereinigten Landtags der Preußischen Monarchie“ nach der Verfassung vom 3. Februar 1847.
Nach der Märzrevolution wurde der Provinziallandtag durch die Kreis-, Bezirks- und Provinzialordnung vom 11. März 1850 aufgehoben. In der Reaktionsära erfolgte die Wiederherstellung vorläufig durch den Erlaß des königlich preußischen Ministeriums des Innern vom 28. Mai 1851, bestätigt durch den Allerhöchsten Erlaß vom 19. Juni 1852 und zuletzt durch das Gesetz über die Aufhebung der … Provinzial-Ordnung vom 11. März 1850 vom 24. Mai 1853
Mit dem Gesetz, betreffend die Erweiterung der Provinzialverbände der Provinz Sachsen und der Rheinprovinz vom 24. Februar 1872 wurden die Regelungen über den Provinziallandtag ergänzt.

### Die Neuregelungen der Provinzialordnung von 1875

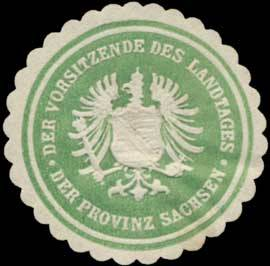
Siegelmarke Der Vorsitzende des Landtages der Provinz Sachsen

Mit der Provinzialordnung für die Provinzen Preußen, Brandenburg, Pommern, Schlesien und Sachsen vom 29. Juni 1875 wurden Wahl und Aufgabe des Provinziallandtags der Provinz Sachsen völlig neu geregelt. Die Provinzen bekamen eine Doppelnatur, neben dem Oberpräsidium, durch das die Staatsregierung von oben kontrollierte, bildeten die Kreise einer jeden Provinz einen höheren Kommunalverband namens Provinzialverband, dessen Vertretungs- und Beschlussorgan war der reformierte Provinziallandtag. Entsprechend bestand der Provinziallandtag nun aus Abgeordneten der Land- und Stadtkreise der Provinz Sachsen. Jeder Kreis wählte zwei Abgeordnete. Kreise mit mehr als 50.000 Einwohnern wählten drei Abgeordnete, bei größeren Kreisen kam für jede volle Zahl von weiteren 50.000 Einwohnern ein weiterer Abgeordneter hinzu. Die Abgeordneten der Landkreise wurden von den Kreistagen gewählt. Sie mussten weiterhin ein Mindestalter von 30 Jahren haben. Die Wahldauer betrug sechs Jahre. Die erste Wahl erfolgte 1875. Es wurden keine Stellvertreter gewählt, stattdessen kam es zu Ergänzungswahlen. Der Vorsitzende des Provinziallandtags wurde nun von diesem selbst gewählt.
Für die erstmals nach diesem Wahlrecht gewählten Abgeordneten siehe Liste der Mitglieder des Provinziallandtags der Provinz Sachsen (1876–1881).

### In der Weimarer Republik
Nach der Novemberrevolution vom 9. November 1918 wurde in Preußen 1919 für die Parlamente und der kommunalen Volksvertretungen allgemeine und gleiche Wahlen nach dem Verhältniswahlrecht  durchgeführt und erstmals auch das Frauenwahlrecht bewilligt. Hierbei wurden allerdings die Provinziallandtag nicht neu gewählt. Das Gesetz betreffend die Neuwahl der Provinziallandtage vom 16. Juli 1919 regelte, dass die Provinziallandtage aufgelöst und durch die (nun demokratisch gewählten) Kreistage bis zum 1. September 1919 neu gewählt werden sollten. Mit Art. 74 der Verfassung des Freistaats Preußen vom 30. November 1920 wurde die Wahl der Provinziallandtage durch das Volk festgeschrieben. Diese Verfassungsbestimmung wurde mit dem Gesetz betreffend die Wahlen zu den Provinziallandtagen und zu den Kreistagen vom 3. Dezember 1920 umgesetzt. Nun wurden die Abgeordneten auf vier Jahre direkt vom Volk gewählt. Die Zahl der Abgeordneten hing von der Einwohnerzahl ab. Für die erste und zweite Million Einwohner wurde je ein Abgeordneter für 25.000 Einwohnern gewählt. Für die dritte Million Einwohner wurde je ein Abgeordneter für je 35.000 Einwohnern und in der vierten Million Einwohner ein Abgeordneter je 50.000 Einwohnern gewählt. Zuletzt hatte die Provinz Sachsen 3,6 Millionen Einwohner. Die Verteilung der Mandate erfolgte zunächst auf der Ebene der Regierungsbezirke Magdeburg, Merseburg und Erfurt. Mit dem Wahlgesetz für die Provinziallandtage und Kreistage vom 7. Oktober 1925 wurden kleinere Wahlrechtsänderungen eingeführt.

#### Wahlergebnisse in der Weimarer Republik
Stimmenanteile der Parteien in Prozent
| Wahltag              | SPD  | NOB  | KPD 1 | DDP  | DNVP 2 | DVP | DZP | LB  | NSDAP 3 |
| -------------------- | ---- | ---- | ----- | ---- | ------ | --- | --- | --- | ------- |
| 421. Februar 1921 4  | 23,5 | 15,9 | 15,4  | 9,88 | 09,86  | 8,7 | 3,8 | 1,9 |         |
| 529. November 1925 5 | 29,7 | 17,3 | 15,4  | 4,70 | 10,70  | 1,6 | 3,9 | 3,4 | 01,1    |
| 617. November 1929 6 | 32,1 |      | 13,7  | 4,10 | 14,90  | 8,6 | 3,8 | 2,5 | 05,8    |
| 12. März 1933        | 21,4 |      | 12,8  |      | 12,50  |     | 3,7 |     | 48,1    |

Sitzverteilung
| Jahr | Ges. | SPD | NOB | KPD | U SPD | DDP | DN VP | DVP | DZP | LB | LAO | SuR | VL DSP | NS DAP | WP | CN BL |
| ---- | ---- | --- | --- | --- | ----- | --- | ----- | --- | --- | -- | --- | --- | ------ | ------ | -- | ----- |
| 1921 | 110  | 25  | 17  | 17  | 12    | 11  | 11    | 10  | 5   | 2  |     |     |        |        |    |       |
| 1925 | 113  | 34  | 20  | 18  |       | 05  | 12    | 02  | 4   | 4  | 7   | 3   | 2      | 01     | 1  |       |
| 1929 | 113  | 37  |     | 16  |       | 05  | 17    | 10  | 5   | 4  |     |     |        | 07     | 8  | 4     |
| 1933 | 113  | 25  |     | 15  |       |     | 14    |     | 5   |    |     |     |        | 54     |    |       |

Fußnoten

### Machtergreifung und Ende des Provinziallandtags
Die Machtergreifung der Nationalsozialisten 1933 bedeutete auch das Ende des Provinziallandtags. Mit dem Gesetz über die Übertragung von Zuständigkeiten der Provinzial- (Kommunal-) Landtage, … auf die Provinzial- (Landes-) Ausschüsse, … vom 17. Juli 1933 verlor der Provinziallandtag seine Aufgaben, mit dem Gesetz über die Erweiterung der Befugnisse des Oberpräsidenten (Oberpräsidentengesetz) vom 15. Dezember 1933 wurde geregelt: „Die Provinziallandtage, Provinzialausschüsse und Provinzialkommissionen werden aufgelöst. Eine Neubildung findet nicht statt.“
Nach dem Zweiten Weltkrieg ging die Provinz Sachsen im neuen Land Sachsen-Anhalt auf. Entsprechend wurde der Provinziallandtag nicht neu gebildet. Nachfolger wurde stattdessen die Beratende Versammlung (Sachsen-Anhalt) bzw. danach der Landtag Sachsen-Anhalt.

## Landtagsgebäude

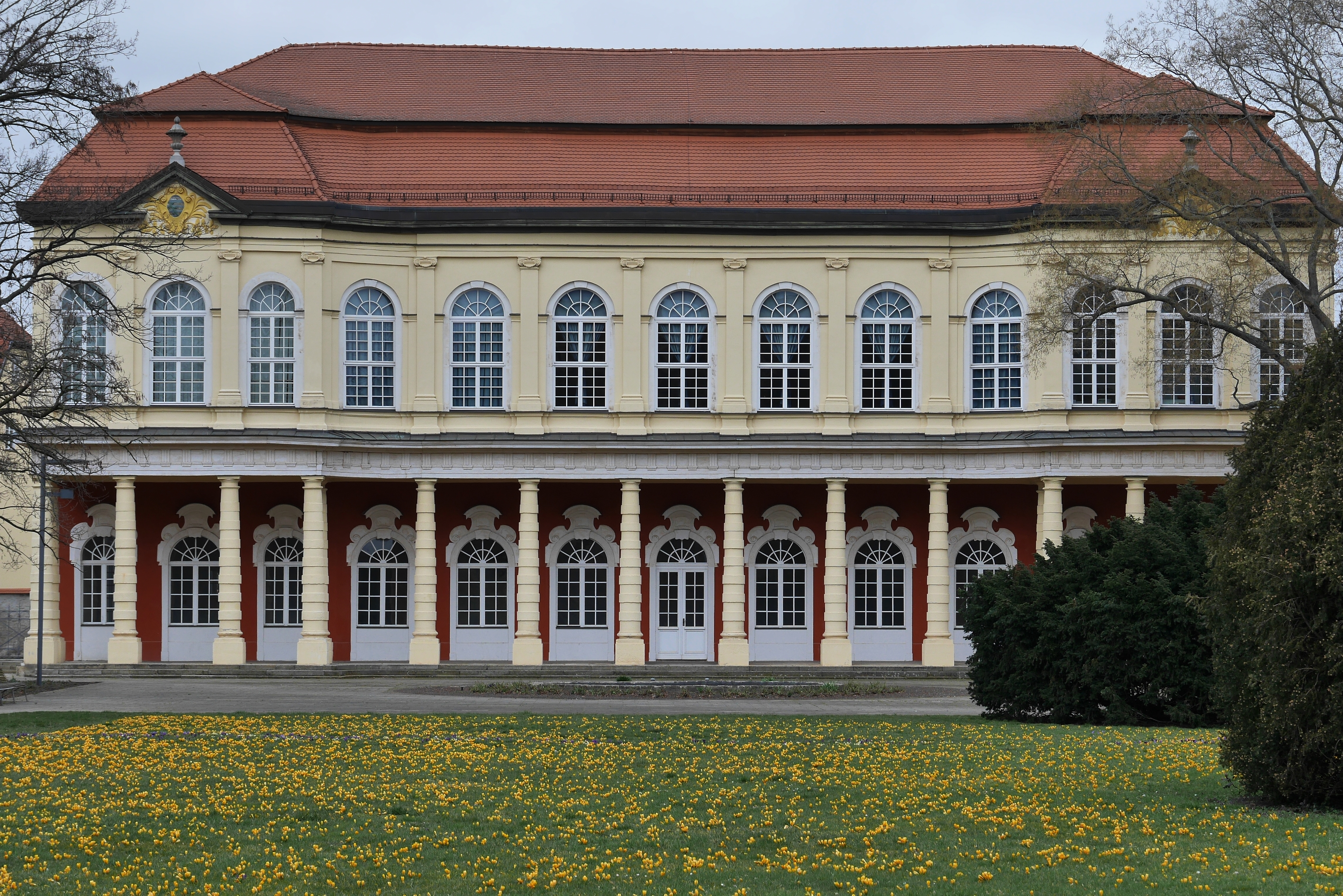
Tagungsort des Landtages 1825 bis 1835: Schlossgartensalon in Merseburg

Zunächst diente der Schloßgartensalon als Versammlungsort des Landtags. Doch die Mitglieder des Provinziallandtags fanden ihn schon 1827 denkbar ungeeignet, weshalb der Landtag ab 1835 im Zechschen Palais tagte. Schließlich errichtete der Provinzialverband von Sachsen sich zwischen 1892 und 1895 ein den Notwendigkeiten genügendes Ständehaus Sachsen in Merseberg mit genug Raum für den Landtag.

## Parteien
1861 organisierten sich die hessischen Liberalen in der Deutschen Fortschrittspartei. Als Antwort darauf bildeten auch die Konservativen eine eigene Organisation. Otto zu Stolberg-Wernigerode und Heinrich von Nathusius luden zu einer Provinzialversammlung am 8. Oktober 1863 in Magdeburg ein, wo der „Konservative sächsische Provinzialverband“ gegründet wurde. Dieser konstituierte sich auf seiner ersten Sitzung am 15. Dezember 1863 in Halle.

## Soziologie der Abgeordneten
Bedingt durch das Wahlrecht wurde der Provinziallandtag anfangs durch die Großgrundbesitzer der Provinz bestimmt. Auch nach der Neuregelung von 1875 war der Großgrundbesitz die weitaus überproportional vertretene Gruppe im Provinziallandtag. Der Einfluss des Großgrundbesitzes war deutlich höher als in den anderen Provinziallandtagen. Am Vorabend des Ersten Weltkrieges waren 39 % der Abgeordneten Großgrundbesitzer. Mit acht von 13 Mitgliedern im Provinzialausschuss waren die Großgrundbesitzer 1913 dort noch stärker vertreten als im Parlament. Mit dem Beginn der Weimarer Republik ging der Einfluss der Großgrundbesitzer (die sich überwiegend in der DNVP organisiert hatten) massiv zurück.
| Jahr | Abgeordnetenzahl | Großgrundbesitzer | Großgrundbesitzer | Großgrundbesitzer | Bauern |
| Jahr | Abgeordnetenzahl | adlige            | bürgerliche       | Summe             | Bauern |
| ---- | ---------------- | ----------------- | ----------------- | ----------------- | ------ |
| 1890 | 122              | 32                | 14                | 46                | 15     |
| 1913 | 139              | 39                | 12                | 51                | 03     |
| 1919 | 139              | 12                | 11                | 23                | 03     |
| 1921 | 110              | 08                | 07                | 15                | 04     |
| 1925 | 113              | 06                | 07                | 12                | 03     |
| 1929 | 113              | 02                | 08                | 10                | 09     |
| 1933 | 113              | 02                | 07                | 09                | 16     |

## Persönlichkeiten

### Landtagskommissare
Der Landtagskommissar war der Beamte, der den Provinziallandtag im Auftrag der Königs eröffnete und den Landesherren auf dem Landtag vertrat. Für den Provinziallandtag der Provinz Sachsen waren dies:
- 1825: Wilhelm Anton von Klewiz
- 1841: Adolf Heinrich von Arnim-Boitzenburg
- 1843: Eduard von Flottwell
- 1845: Wilhelm von Wedell

### Präsidenten

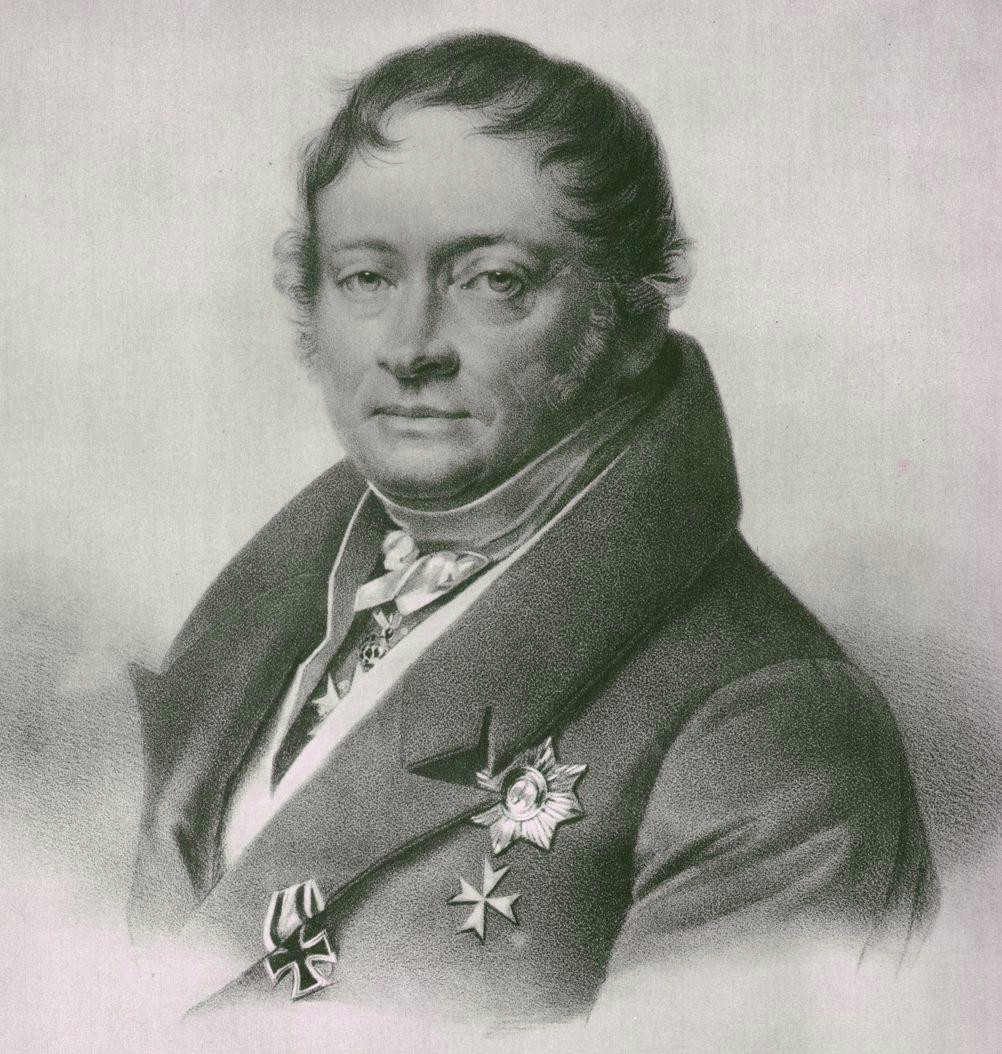
Graf Henrich zu Stolberg-Wernigerode, Landtagspräsident 1829–1831

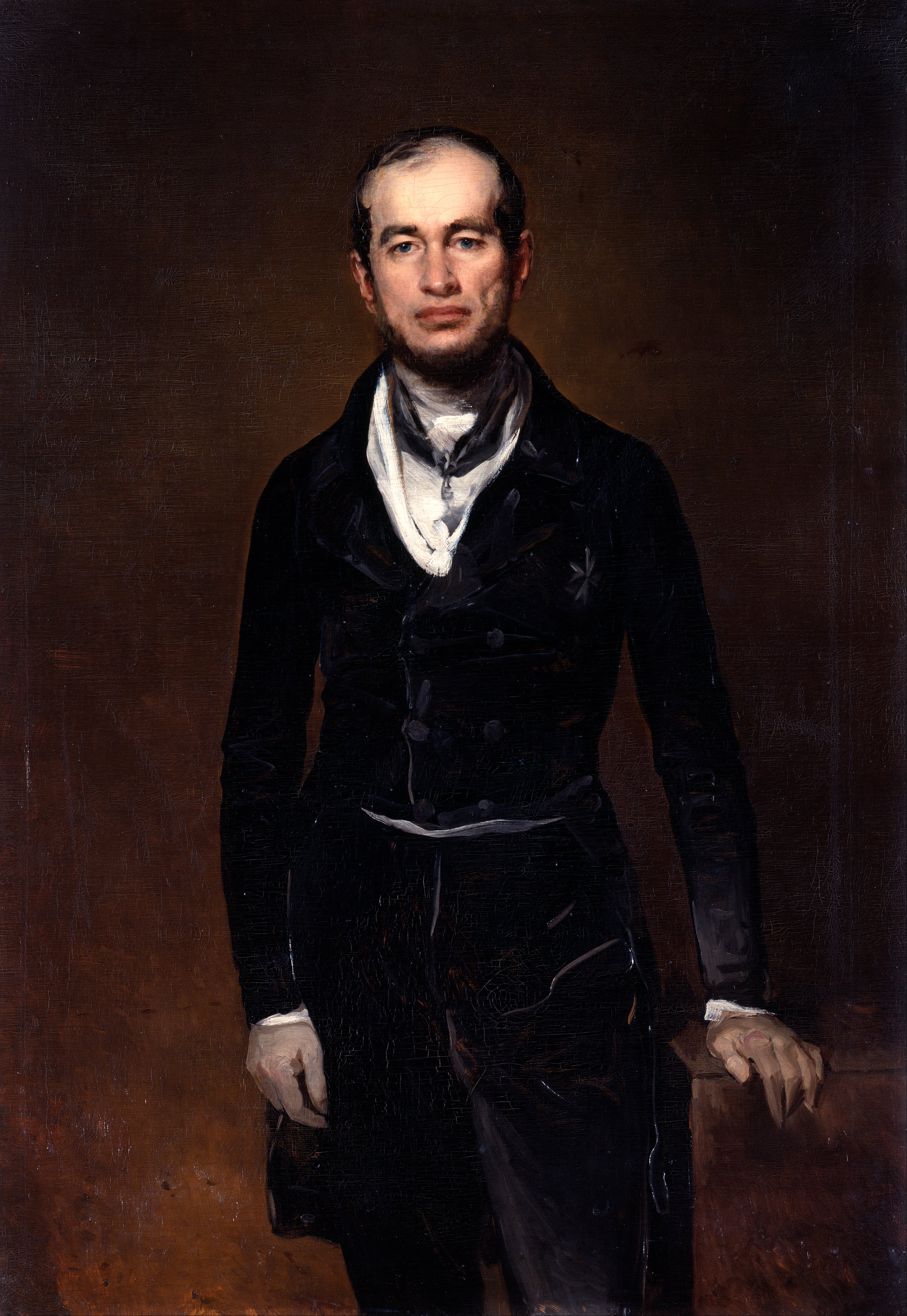
Julius Graf Zech-Burkersroda, Landtagspräsident 1845–1860

- Henrich zu Stolberg-Wernigerode (1825–1845)
- Julius von Zech-Burkersroda (1845–1860)
- Botho zu Stolberg-Wernigerode (1860–1863)
- Otto zu Stolberg-Wernigerode (1863–1867, 1871–1880, 1885–1894)
- Carl Moritz von Beurmann (1868)[22]
- Vollrath von Krosigk (1880–1885)
- Ludwig von Wartensleben (1896–1917)
- Alfred Cludius (1920)
- Hermann Beims (1922–1927)
- Otto Baer (1928–1932)
- Heinrich Detloff von Kalben (1933)[23]

### Preußischer Staatsrat
Der Provinziallandtag der Provinz Sachsen wählte in der Weimarer Republik sechs (ab 1926 sieben) Abgeordnete in den Preußischen Staatsrat. Dies waren:
| Nr. | Abgeordneter                | Partei     | Amtszeit                             | Vertreter                                | Partei           | Amtszeit                                                                                         |
| --- | --------------------------- | ---------- | ------------------------------------ | ---------------------------------------- | ---------------- | ------------------------------------------------------------------------------------------------ |
| 1   | Freiherr Kurt von Wilmowsky | AG         | Mai 1921 bis 31. Dezember 1928       | Heinrich von Helldorff                   | AG               | Mai 1921 bis 22. Januar 1929                                                                     |
| 1   | Heinrich von Helldorff      | AG         | 22. Januar 1929 bis Januar 1930      | Georg Zehle                              | AG               | 22. Januar 1929 bis Januar 1930                                                                  |
| 1   | Louis Hähnsen               | SPD        | Januar 1930 bis April 1933           | Willy Plumbon                            | SPD              | Januar 1930 bis April 1933                                                                       |
| 1   | Axel Crewell                | NSDAP      | April bis 10. Juli 1933              | Hans Tießler                             | NSDAP            | April bis 10. Juli 1933                                                                          |
| 2   | Otto Gruson                 | AG         | Mai 1921 bis 3. Januar 1929 †        | Fick Wilhelm Carlsson Fritz Fritzschen   | AG AG AG         | Mai 1921 bis Februar 1926 Februar 1926 bis 16. Dezember 1927 24. Januar 1928 bis 22. Januar 1929 |
| 2   | Fritz Fritzschen            | AG         | 22. Januar 1929 bis Januar 1930      | k.N.                                     |                  |                                                                                                  |
| 2   | Willy Scholz                | SPD        | Januar 1930 bis April 1933           | Otto Baer                                | SPD              | Januar 1930 bis April 1933                                                                       |
| 2   | Richard Meyer               | NSDAP      | April bis 10. Juli 1933              | Fritz Drewes                             | NSDAP            | April bis 10. Juli 1933                                                                          |
| 3   | Gustav Trittel              | DDP        | Mai 1921 bis Februar 1926            | Bernhard Breitenstein                    | Zentrum          | Mai 1921 bis Februar 1926                                                                        |
| 3   | Richard Rive                | AG         | Februar 1926 bis Januar 1930         | Curt Sorgenfrey                          | AG               | Februar 1926 bis Januar 1930                                                                     |
| 3   | Georg Schilling             | Zentrum    | Januar 1930 bis April 1933           | Berta Hesse Martin Borchard Alfred Benda | SPD DDP/DStP SPD | Januar bis 2. April 1930 26. Mai 1930 bis 19. November 1931 3. Dezember 1931 bis April 1933      |
| 3   | Walter Tießler              | NSDAP      | April bis 10. Juli 1933              | Theodor Weise                            | NSDAP            | April bis 10. Juli 1933                                                                          |
| 4   | Otto Hörsing                | SPD        | Mai 1921 bis 12. Juli 1921           | Karl Bergemann                           | SPD              | Mai 1921 bis 11. Oktober 1921                                                                    |
| 4   | Karl Bergemann              | SPD        | 11. Oktober 1921 bis 25. Januar 1925 | Hermann Garbe                            | SPD              | 11. Oktober 1921 bis 25. Januar 1925                                                             |
| 4   | Hermann Garbe               | SPD        | 25. Januar 1925 bis April 1925       | Louis Hähnsen                            | SPD              | 21. Januar 1925 bis April 1925                                                                   |
| 4   | Louis Hähnsen               | SPD        | April 1925 bis Februar 1926          | k.N.                                     |                  |                                                                                                  |
| 4   | Hermann Beims               | SPD        | Februar 1926 bis Januar 1930         | Louis Hähnsen                            | SPD              | Februar 1926 bis Januar 1930                                                                     |
| 4   | Richard Rive                | AG         | Januar 1930 bis April 1933           | Albert Hildebrandt                       | AG               | Januar 1930 bis April 1933                                                                       |
| 4   | Albert Stange               | NSDAP      | April bis 10. Juli 1933              | Hermann Axmann                           | NSDAP            | April bis 10. Juli 1933                                                                          |
| 5   | Paul Hennig                 | USPD       | Mai 1921 bis 16. Januar 1923         | Willy Scholz                             | USPD             | Mai 1921 bis 16. Januar 1923                                                                     |
| 5   | Willy Scholz                | SPD        | 16. Januar 1923 bis Januar 1930      | Wilhelm Dieckmann Alfred Benda           | VSPD SPD         | 16. Januar 1923 bis Februar 1926 Februar 1926 bis Januar 1930                                    |
| 5   | Freiherr Tilo von Wilmowsky | AG         | Januar bis 29. Oktober 1930          | Fritz Fritzschen                         | AG               | Januar bis 29. Oktober 1930                                                                      |
| 5   | Fritz Fritzschen            | AG         | 29. Oktober 1930 bis April 1933      | Freiherr Georg von Erffa                 | AG               | Ende 1930 bis April 1933                                                                         |
| 5   | Paul Weber                  | SPD        | April bis 28. Juni 1933              | Ernst Reuter                             | SPD              | April bis 10. Juli 1933                                                                          |
| 6   | Wilhelm Osterburg           | KPD        | Mai 1921 bis 16. November 1921       | Emil Grabow                              | KPD              | Mai 1921 bis 3. November 1921                                                                    |
| 6   | Otto Förster                | KPD        | November 1921 bis Februar 1926       | Eugen Tominski                           | KPD              | 11. November 1921 bis Februar 1926                                                               |
| 6   | Gustav Trittel              | DDP        | Februar 1926 bis 21. Februar 1929 †  | Georg Schilling                          | Zentrum          | Februar 1926 bis 19. März 1929                                                                   |
| 6   | Georg Schilling             | Zentrum    | 19. März 1929 bis Januar 1930        | Otto Baer                                | SPD              | 22. März 1929 bis Januar 1930                                                                    |
| 6   | Karl Gutjahr                | KPD        | Januar 1930 bis April 1933           | Paul Steinmetz                           | KPD              | Januar 1930 bis April 1933                                                                       |
| 6   | Willy Scholz                | SPD        | April bis 10. Juli 1933              | Anna Schob                               | SPD              | April bis 10. Juli 1933                                                                          |
| 7   | Bernard Koenen              | KPD        | Februar 1926 bis Januar 1930         | Max Benkwitz                             | KPD              | Februar 1926 bis Januar 1930                                                                     |
| 7   | Georg Zehle                 | Kampffront | Januar 1930 bis April 1933           | Günther Gereke                           | AG               | Januar 1930 bis April 1933                                                                       |
| 7   | Max Winkelmann              | Kampffront | April bis 10. Juli 1933              | Fritz Fritzschen                         | Kampffront       | April bis 10. Juli 1933                                                                          |

### Reichsrat
Nicht der Provinziallandtag der Provinz Sachsen direkt, sondern der von ihm gewählte Provinzialausschuss wählte in der Weimarer Republik ein Mitglied in den Reichsrat. Dies waren 1921 bis 1930 Otto Hörsing (SPD) und 1930 bis 1933 Paul Weber (SPD).